# Stare Pole (stacja kolejowa)
Stare Pole – stacja kolejowa we Starym Polu, w województwie pomorskim, w Polsce. Według klasyfikacji PKP ma kategorię dworca lokalnego.

## Ruch pasażerski
| Rok  | Wymiana pasażerska na dobę |
| ---- | -------------------------- |
| 2017 | 300-499                    |
| 2022 | 300-499                    |

## Połączenia
- Elbląg
- Gdynia Główna
- Malbork
- Tczew